# Beetley
Pour l’article homonyme, voir Samuel E. Beetley.
Beetley est une paroisse civile et un village du Norfolk, en Angleterre.